# Arnold Genthe
Arnold Genthe, född 8 januari 1869 i Berlin, död 9 augusti 1942 i New York, var en amerikansk fotograf. Han är mest känd för sina porträtt av kända personer och för fotografier av jordbävningen i San Francisco 1906 och stadens Chinatown.

## Biografi
Genthe föddes som son till Louise Zober och Hermann Genthe. Han doktorerade i filologi på Jenas universitet och fick  arbete som privatlärare hos en tysk-amerikansk familj. År 1895 reste han med dem till San Francisco där han på fritiden lärde sig att fotografera. Några av hans bilder publicerades i lokala tidningar. 
Gente bestämde sig för att stanna i USA och satsa på en karriär som fotograf. Han grundade sin första porträttstudio på Sutter Street i San Francisco 1896. Den förstördes under jordbävningen 1906 så fem år senare  flyttade han till New York och grundade en studio på hörnet av Fifth Avenue och 46th Street. Han blev snabbt populär och besökte ofta Vita huset för att fotografera kända personer. Bland hans motiv kan nämnas porträtten av politiker som Theodore Roosevelt och Woodrow Wilson, skådespelare och dansare som Jack London, Greta Garbo, Anna Pavlova och Sarah Bernhardt och affärsmän som John D. Rockefeller.
Gente var också en av de första i USA som tog färgbilder med autokrommetoden. Omkring 20 000 av hans fotografier förvaras idag i USA:s kongressbibliotek.

## Verk i urval

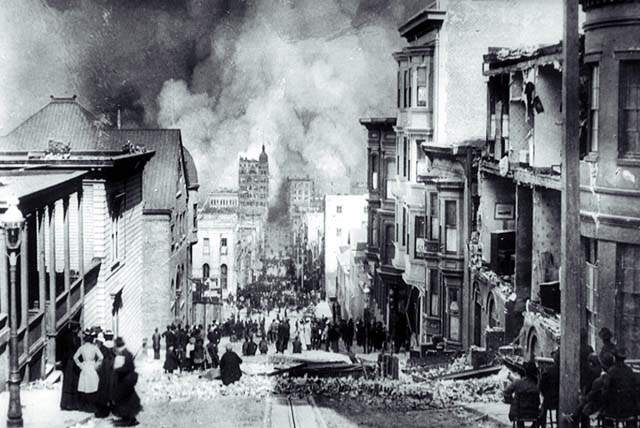
Jordbävningen i San Francisco 1906.
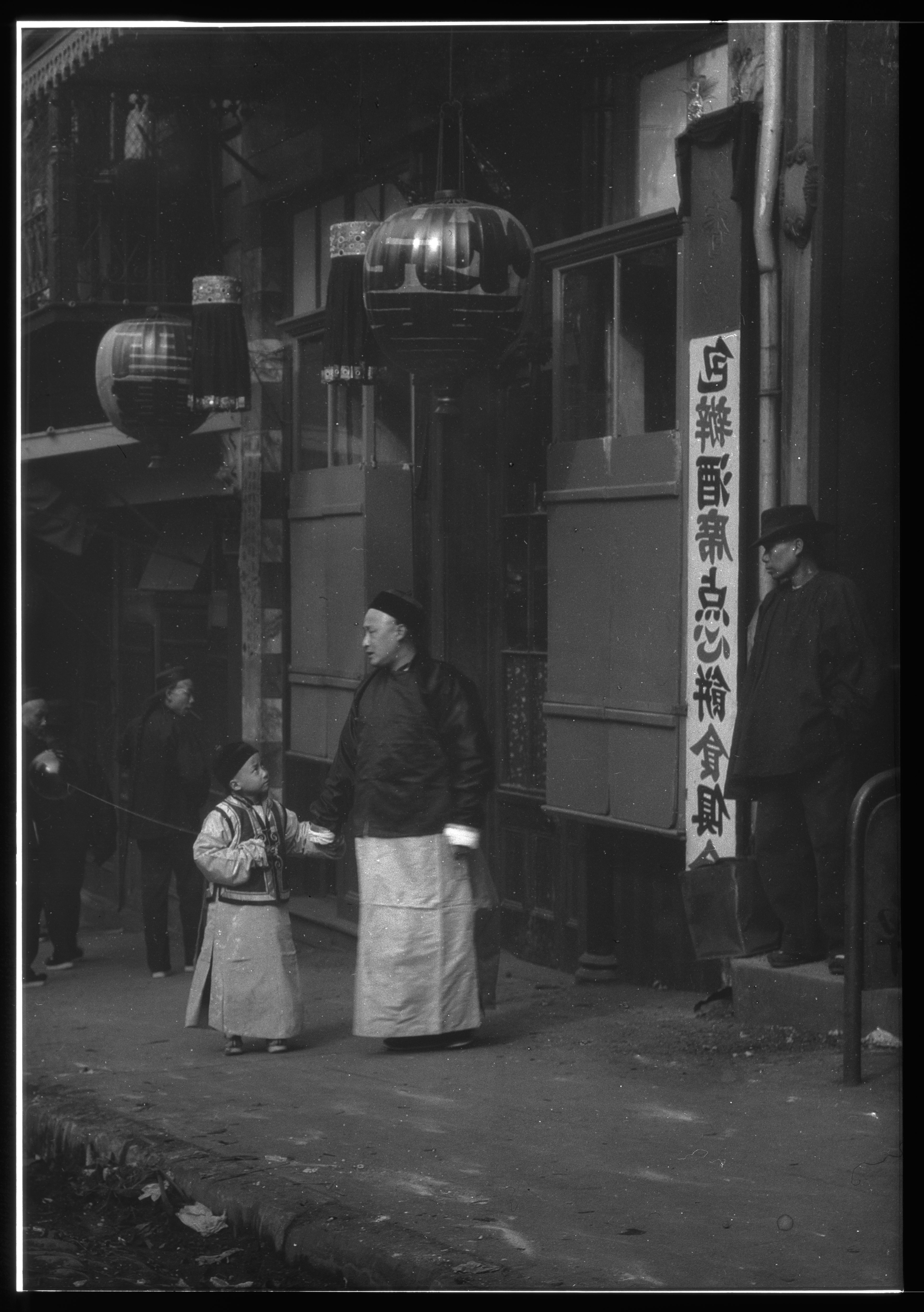
En familj i Chinatown.
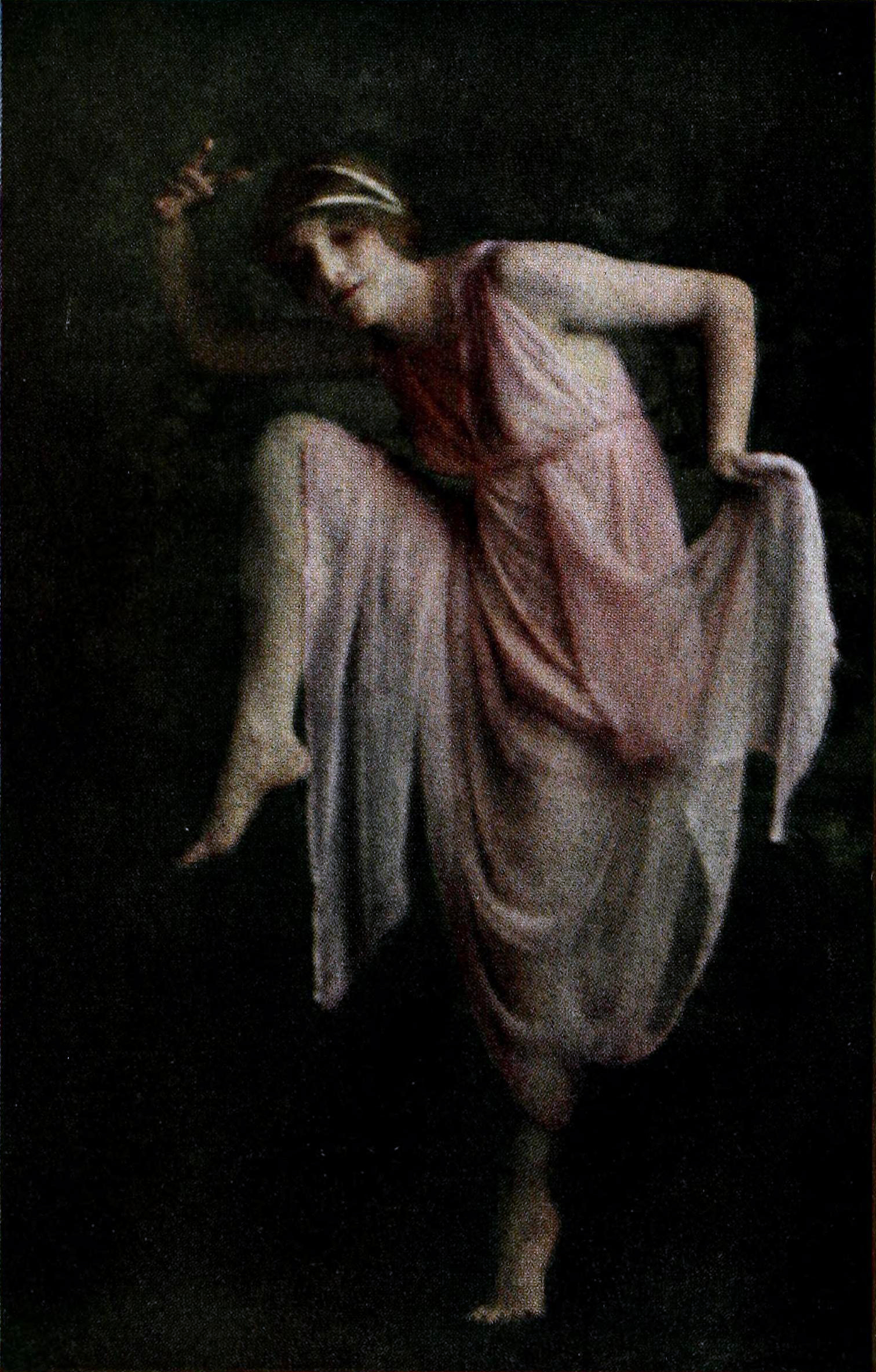
En dansös.
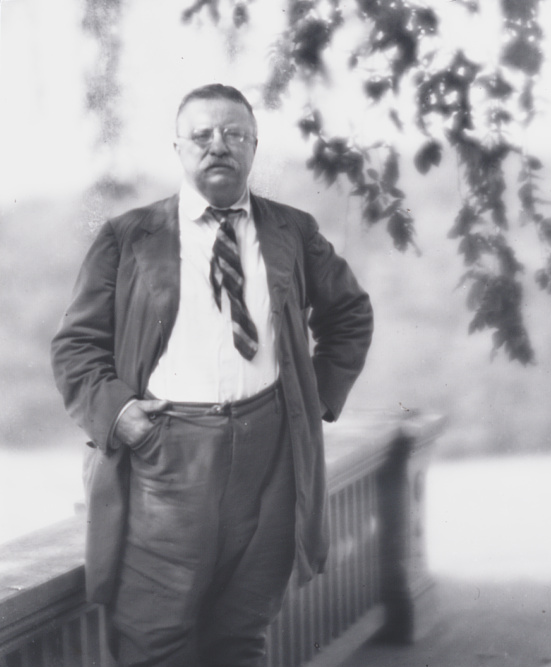
Theodore Roosevelt.
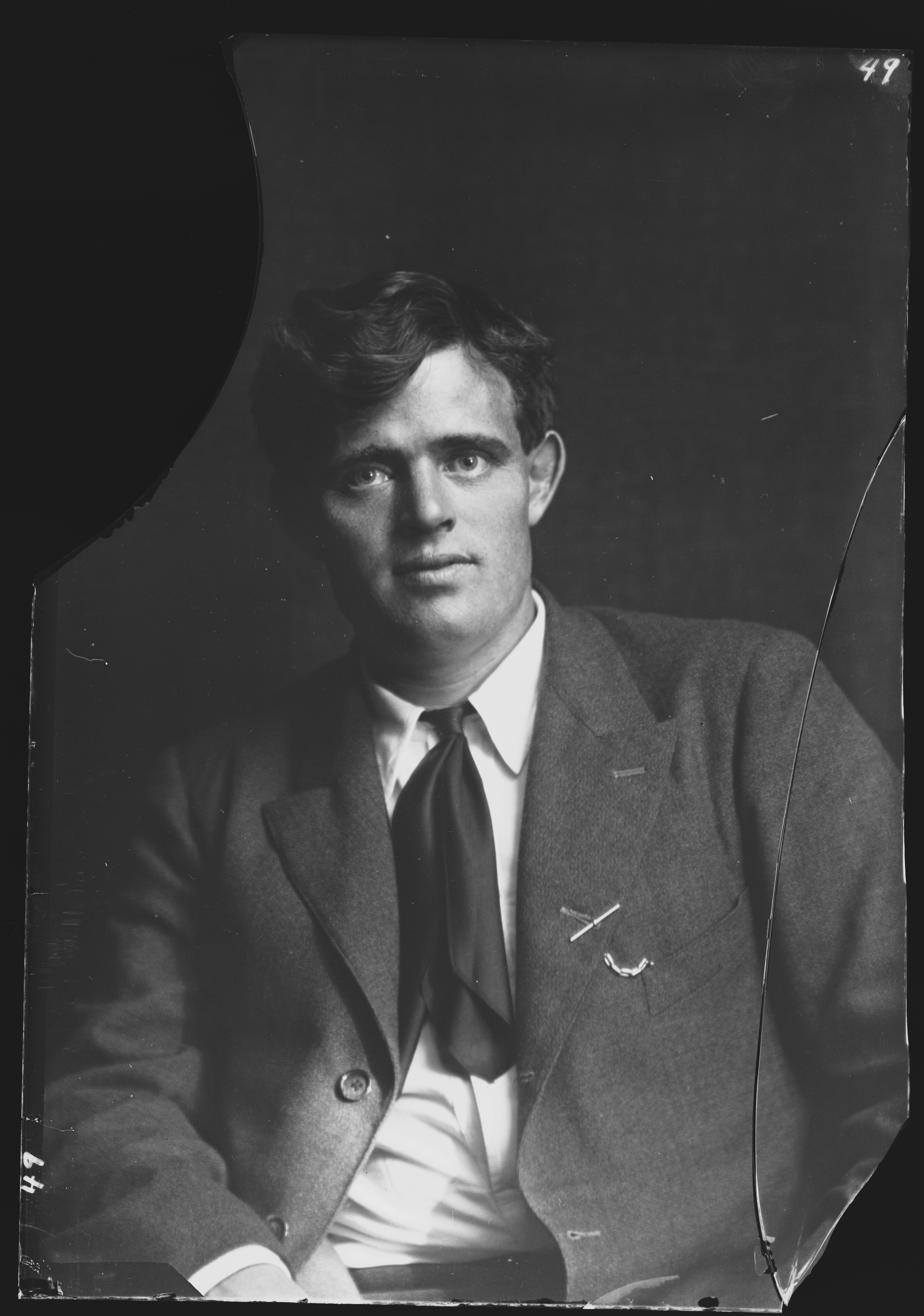
Jack London.
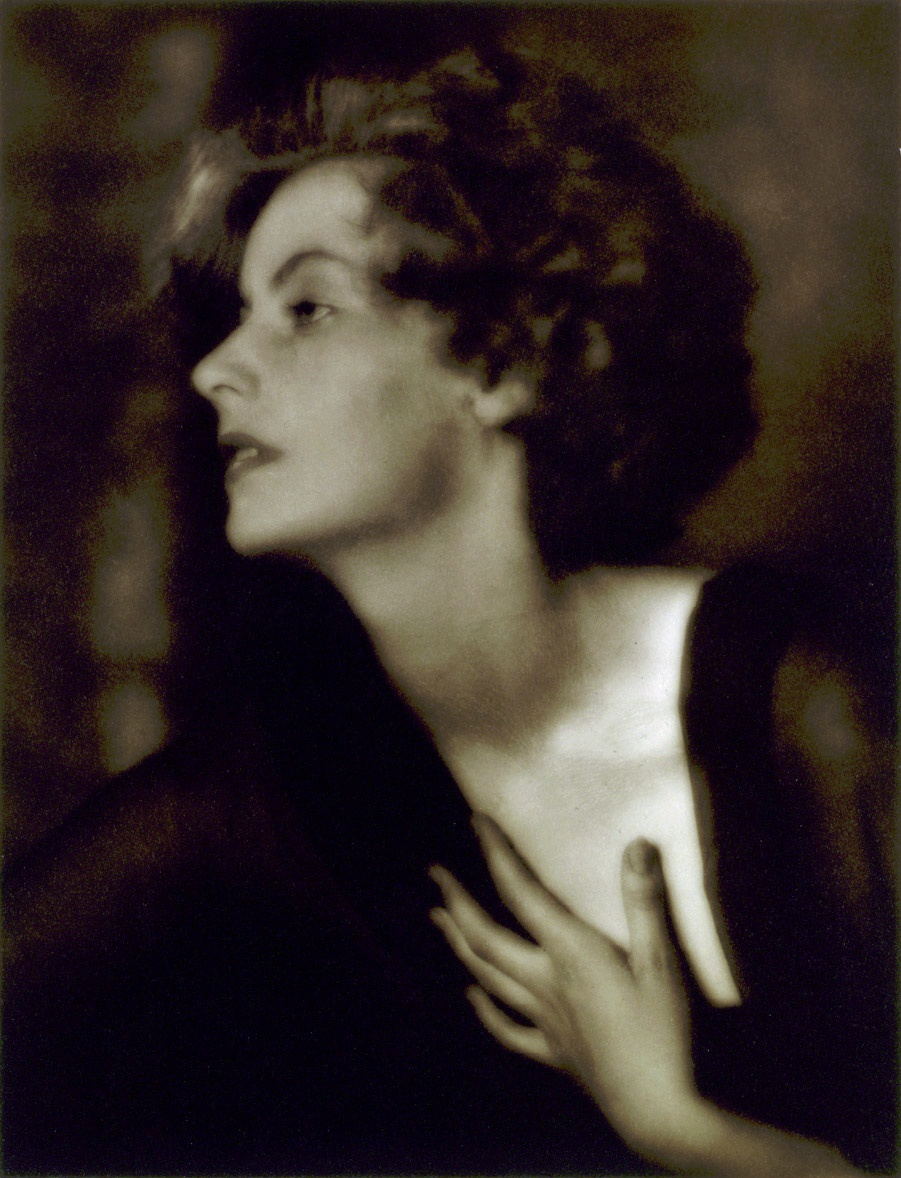
Greta Garbo 1925.